# Eiffage Polska Budownictwo
Eiffage Polska Budownictwo SA – polskie przedsiębiorstwo budowlane, generalny wykonawca usług budowlanych. Dawniej nosiło nazwy Mitex i Eiffage Budownictwo Mitex.

## Historia
- 1988 – utworzenie Przedsiębiorstwa Budowlanego Mitex. Prywatne Przedsiębiorstwo Budowlane Mitex utworzone zostało w Kielcach, m.in. przez Michała Sołowowa.
- 1995 – powołanie Mitex SA. W lutym 1995 roku powołano Spółkę akcyjną Mitex skupiającą inne podmioty zależne. Od tego czasu nowa firma pełni rolę generalnego wykonawcy zawieranych kontraktów.
- 1999-2000 – notowanie akcji na GPW w Warszawie. W styczniu 1999 roku akcje Mitex SA zadebiutowały na rynku równoległym warszawskiej Giełdy Papierów Wartościowych. W sierpniu 2000 roku zmieniony został rynek notowań akcji Mitex SA z rynku równoległego na podstawowy.
- 2002 – przejęcie akcji przez francuską firmę Eiffage. Znaczącą pozycję firmy Mitex SA na polskim rynku budowlanym dostrzegł francuski inwestor branżowy Eiffage Construction, co zaowocowało w 2002 roku przyłączeniem polskiej firmy do Grupy Kapitałowej Eiffage.
- 2003 – wycofanie akcji z obrotu publicznego. W październiku 2003 roku Nadzwyczajne Walne Zgromadzenie Akcjonariuszy postanowiło wycofać z publicznego obrotu wszystkie akcje Mitex SA.
- 2005 – przeniesienie siedziby z Kielc do Warszawy[1].
- 2007 – Mitex SA zmienił nazwę na Eiffage Budownictwo Mitex SA[1]. Po okresie przemian organizacyjnych spółka spełniła wszystkie wymagania w zakresie zarządzania i standardów jakości obowiązujących w Grupie Eiffage. W związku z tym, w październiku 2007 roku firma zmieniła swoją nazwę na Eiffage Budownictwo Mitex SA. Wydarzenie to umożliwiło pełną identyfikację spółki z Grupą Eiffage, będącą jedną z największych grup budowlanych w Europie – znanej m.in. z budowy najwyższego na świecie wiaduktu Millau we Francji.
- 2013 – spółka Eiffage Budownictwo Mitex SA zmieniła nazwę na Eiffage Polska Budownictwo SA[1]. Zmiana nazwy to również ujednolicenie struktury Grupy Eiffage w Polsce.
- 2018 – obniżenie kapitału zakładowego ze 120 mln do 23 mln zł[1]

Schemat organizacyjny Eiffage Polska Budownictwo SA został oparty na dwóch regionach obejmujących zasięgiem cały kraj: Region Północny oraz Południowy.

## Realizacje
Przedsiębiorstwo zrealizowało i realizuje m.in. następujące inwestycje:
- Zepter Business Centre w Warszawie
- Naczelny Sąd Administracyjny w Warszawie
- kompleks budynków SGGW w Warszawie
- kompleks wież przeciwpożarowych dla Lasów Państwowych na terenie całego kraju
- Aquapark w Zakopanem
- parking podziemny pod Placem Wolności w Poznaniu
- renowacja kinoteatru w Iławie
- biblioteka SGGW w Warszawie
- Urząd Dzielnicy Bielany w Warszawie
- Europejskie Centrum Bajki w Pacanowie
- Fokus Park w Bydgoszczy
- Słoniarnia w poznańskim ZOO
- Basen Olimpijski w Szczecinie
- Interferie Medical SPA w Świnoujściu
- Galeria Echo w Kielcach
- Thespian we Wrocławiu
- Galeria Amber w Kaliszu
- Hotel Hilton w Krakowie
- Żoliborz Artystyczny w Warszawie
- Arteco w Warszawie
- Angel Wawel w Krakowie
- OVO we Wrocławiu
- Fabryka opon Michelin w Olsztynie
- Półwiejska 2 w Poznaniu
- Solaris w Bolechowie
- Centrum Handlowe Posnania w Poznaniu
- Galerię Sudecką w Jeleniej Górze